# Utricularia geminiloba
Utricularia geminiloba este o specie de plante carnivore din genul Utricularia, familia Lentibulariaceae, ordinul Lamiales, descrisă de Benj.. Conform Catalogue of Life specia Utricularia geminiloba nu are subspecii cunoscute.